# Castel d'Ario
Castel d'Ario es una localidad y comune italiana de la provincia de Mantua, región de Lombardía, con 4.224 habitantes. Es la población de origen del piloto de automovilismo y de motociclismo Tazio Nuvolari.

## Evolución demográfica
| Gráfica de evolución demográfica de Castel d'Ario entre 1861 y 2001 |
|                                                                     |
| Fuente ISTAT - elaboración gráfica de Wikipedia                     |